# Peculator hedleyi
Peculator hedleyi là một loài ốc biển, là động vật thân mềm chân bụng sống ở biển trong họ Volutomitridae.